# Conopodium
Conopodium là chi thực vật có hoa trong họ Apiaceae.